# Viatxeslav Vedenin
Viatxeslav Vedenin   (Sloboda, 1 d'octubre de 1941 - Moscou, 22 d'octubre de 2021) fou un esquiador de fons rus que va competir durant les dècades del 1960 i 1970.

## Carrera esportiva
Participà en els Jocs Olímpics d'Hivern de 1968 realitzats a Grenoble (França) competint en les proves de 30 quilòmetres, on acabà en catorzena posició; en la prova de relleus 4x10 quilòmetres, on finalitzà quart; i en la prova de 50 quilòmetres, on aconseguí guanyar la medalla de plata. En els Jocs Olímpics d'Hivern de 1972 realitzats a Sapporo (Japó) competí en aquestes tres proves, aconseguint les medalles d'or en les proves de 30 km i relleus 4x10 quilòmetres així com la medalla de bronze en la prova de 50 quilòmetres.
En el seu palmarès també destaquen tres medalles, dues d'or i una de plata, en el Campionat del Món d'esquí nòrdic de 1970, així com tretze campionats soviètics.
L'any 1970 li fou concedit l'Orde de la Bandera Roja del Treball i el 1972 l'Orde de Lenin.